# 凯尔福利 (亚利桑那州)
凯尔福利（英語：Carefree）是美国亚利桑那州马里科帕县下属的一座城鎮。面积约为8.81平方英里（约合22.8平方公里）。根据2010年美国人口普查，该鎮有人口3,363人，人口密度为382.2/平方英里。